# 不他失礼
不他失礼（1568年—1597年），又作博达锡里，孛儿只斤氏。16世纪蒙古右翼土默特部領主，达延汗第三子巴尔斯博罗特之孙，俺答汗的第七子，母亲是三娘子。
不他失礼在大青山后丰州滩北驻牧。隆庆五年（1571年），明穆宗封他为指挥佥事，升任为指挥同知。与明朝互市于山西水泉营、大同得胜堡。万历八年（1580年），升任为骠骑将军。俺答汗去世后，他控制山西、大同的互市口岸。三哥铁背台吉的儿子把汉那吉死后，其母三娘子怂恿他与把汉那吉遗孀把汉比吉合婚，来吞并把汉那吉的领地。被撦力克、恰台吉强烈反对。他的长兄第二代顺义王辛爱黄台吉去世，撦力克与三娘子成婚。撦力克袭封为第三代顺义王，不他失礼与把汉比吉合婚，生下了素囊台吉。万历十五年（1587年），升任为龙虎将军。万历十八年（1590年），他想要借助明朝势力取代撦力克为顺义王，没有成功。万历二十年（1592年），晋升为都督佥事。 
子
- 哑不害台吉（素囊台吉，温布）
  - 习令台吉
- 公赤儿哑不害台吉